# Hora valle
Para una determinada actividad la hora valle, antónimo de hora punta, se refiere a las horas en las que regularmente se produce un menor consumo o uso. Se denominan así porque el consumo o uso representado en una gráfica suele presentar picos (en hora punta) y valles (en hora valle) que se repiten regularmente.

## Electricidad
En terminología eléctrica, se considera al periodo diario de menor consumo energético en un sistema eléctrico. En el sistema general de distribución eléctrica coincide con las horas de madrugada ya que se reduce la actividad que demanda energía eléctrica. En España este periodo varía según el día de la semana, la estación del año, periodo tarifario y potencia contratada.
Durante el periodo de horas valle, se pueden articular medidas de almacenamiento energético en red para aprovechar la energía eléctrica sobrante o que por su precio, compensa la pérdida de rendimiento de la acumulación energética.
En España, durante las horas valle, el precio de la energía eléctrica se reduce a nivel mayorista pues al bajar la demanda sólo venden en subasta (Pool) las mejores ofertas. El precio en régimen general para el conjunto de las ofertas es el del mayor aceptado por el período estimado, normalmente una hora. El consumidor final puede contratar tarifas diferenciadas día/noche, tarifa nocturna.

## Explotación ferroviaria
Según el explotador, se llama hora valle a todo el periodo que no es hora punta o se establece tres tipos de periodo: hora punta, hora normal y hora valle.
El diseño de las infraestructuras ferroviarias tiene que ser capaz de admitir la demanda en hora punta pero también diseñado para ofrecer un buen servicio en horas valle, cuando el menor número de viajeros no permite mantener las mismas frecuencias.
En su infraestructura Adif utiliza hora punta, normal y hora valle. La hora valle es entre las 0:00 y las 6:59.